# Hraniční hřeben
Der Hraniční hřeben (deutsch Grenzkamm) ist ein Bergrücken in den Westsudeten. Er liegt auf dem Hauptkamm des Riesengebirges, der die Staatsgrenze zwischen Polen und Tschechien bildet. Etwa 6 km nördlich Spindlermühle (Špindlerův Mlýn) auf der  böhmischen Seite und 5 km südlich vom schlesischen Agnetendorf (Jagniątków).

## Lage
Die Felsformationen Mannsteine (1416 m) (poln. Czeskie Kamienie, tschech. Mužské kameny) und Mädelsteine (1414 m) (poln. Śląskie Kamienie, tschech. Dívčí kameny) bilden zusammen seinen Doppelgipfel.

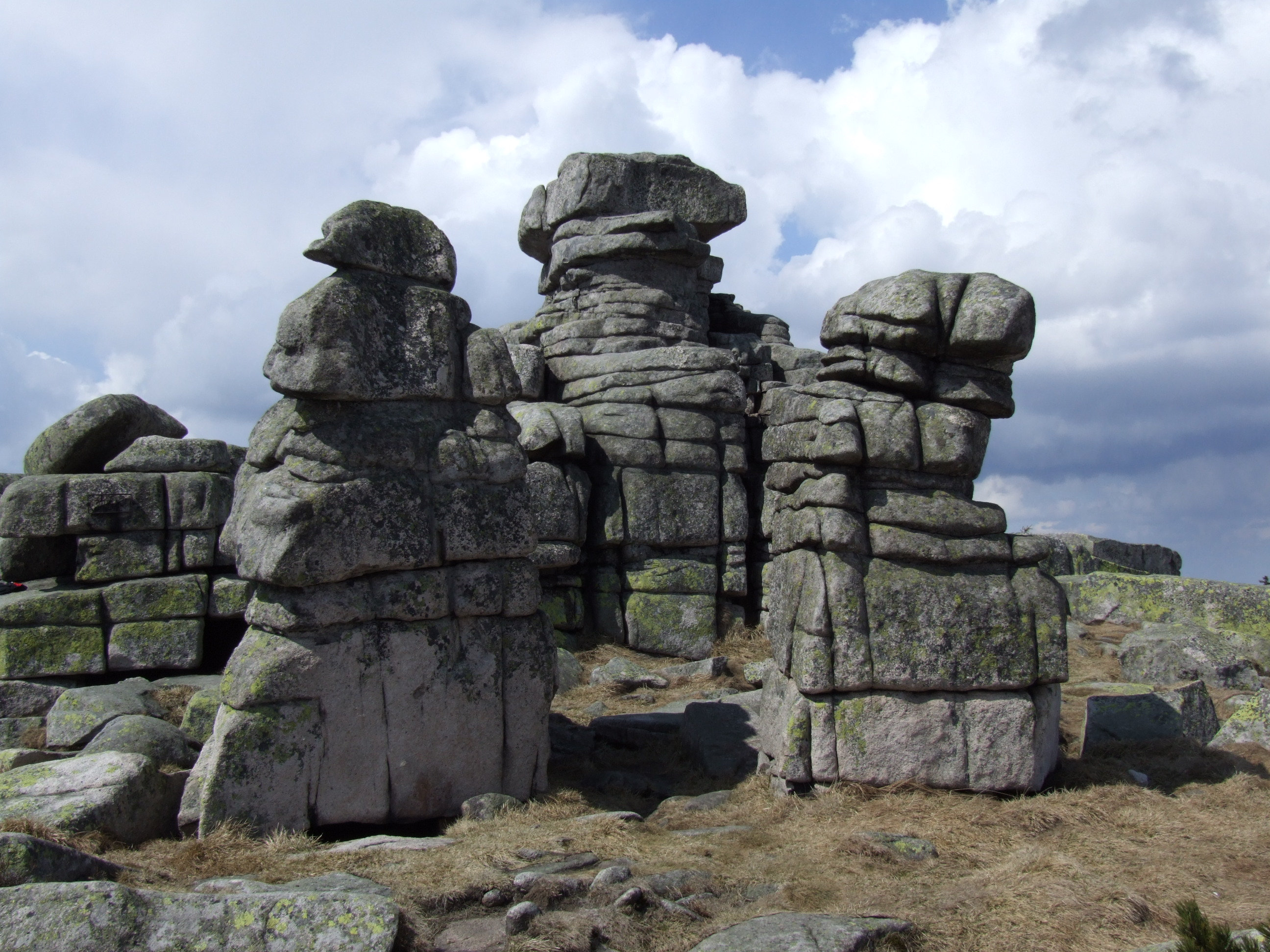
Der Ostgipfel, die Mädelsteine

Der Kamm erstreckt sich zwischen der Großen Sturmhaube (poln. Śmielec, tschech. Smělec) im Westen und der Mädelwiese (1178 m) (poln. Przełęcz Dołek, tschech. Slezské sedlo), dem tiefsten Sattel des Riesengebirgs-Hauptkamms in Nähe des Spindlerpasses (poln. Przełęcz Karkonoska, tschech. Slezské sedlo) (1198 m) unterhalb der Kleinen Sturmhaube im Osten.
Der Nordhang fällt steil zwischen den Bächen Wrzosówka (Schneegrubenwasser) und Polski Potok (Turmwasser) nach dem ca. 550 m hoch gelegenen Agnetendorf hin ab. Nicht weniger steil ist der Südhang, jedoch ist der Höhenunterschied ins Elbtal, das auf 840 m liegt, deutlich geringer. Im Nordwesten wird er vom Gletscherkar der Agnetendorfer Schneegrube (auch Schwarze Schneegrube, poln.Czarny Kocioł Jagniątkowski) begrenzt. 

Die Gipfelfelsen des Grenzkamms wurden hauptsächlich durch wiederholtes Gefrieren und Auftauen des Wassers zwischen den Gesteinsklüften geformt. Weitere Beispiele für diese, im Riesengebirge typischen, Wollsackverwitterung ist der Vogelstein (Ptačí kámen) am Südhang auf einer Höhe von 1310 m und etwa 300 Meter tiefer, der Festungshübel (Pevnost), mehrere bis zu 7 Meter hohe Granitfelsen, 500 m südlich der Davidsbauden (Davidovy bouda).

### Nahegelegene Gipfel
| Ostroga          | Koralowa Góra | Kozielec      |
| Große Sturmhaube | Kompass       | Čihadlo       |
| Goldhöhe         | Medvědín      | Festungshübel |

## Naturschutz
Der Grenzkamm liegt auf dem Gebiet von Nationalparks. In Polen im Karkonoski Park Narodowy (KPN) und in Tschechien im Krkonošský národní park (KRNAP), die grenzüberschreitend seit 1992 zur Liste der UNESCO-Biosphärenreservate gehören.

## Tourismus
Der besonders bei Bergradsportlern beliebte Spindlerpass verbindet die polnische und tschechische Seite des Riesengebirges. Vom Elbtal kommend führt eine gut ausgebaute Straße vorbei an der Mährischen Baude (Moravská Bouda) hinauf zur Passhöhe oberhalb der Mädelwiese. Hier findet sich eine Ansammlung von Sporthotels, die auf historische Bergbauden zurückgehen. Direkt am Pass steht die Spindlerbaude (Spindlerova bouda), etwas darunter die Erlebach- und Josefbaude (Erlebachova / Josefova bouda) sowie die Lausitzer Baude (Lužická bouda) mit der alten Bezeichnung "Adolfbaude". An der Mädelwiese stand die 2011 abgebrannte Peterbaude (Petrova Bouda). Auf polnischer Seite ist der Weg nicht mehr ganz so gut und es geht, dem Tal der Sopot folgend, vorbei an den sogenannten Sumpffelsen (Bażynowe Skały) nach Agnetendorf.
Aus dem Elbtal geht noch ein weiterer Wanderweg nach Agnetendorf. Der Korallensteinweg (poln. Koralowa Ścieżka) führt zunächst auf eine Höhe von 1050 m zur Bärengrundbaude (Medvědí bouda), dann zur 175 Meter höher gelegenen Martinsbaude (Martinova bouda), eine der ältesten Bergbauden im Riesengebirge, die um das Jahr 1642 gegründet wurde.
Am Agnetendorfer Pass (1350 m) kreuzt er den Weg der polnisch-tschechischen Freundschaft (Kammweg), bevor er weiter entlang der Ränder der Schwarzen Schneegrube geht. Ein Abstieg in den Kessel wäre zwar möglich, ist jedoch aufgrund der strengen Naturschutzbestimmungen verboten und so verläuft der Pfad oberhalb der Schlucht weiter, in der die Wrzosówka das Kar entwässert. Auf einer Höhe von etwa 1070 m führt er dann an den Korallensteinen (poln. Paciorki) vorbei, einer Felsgruppe, die dem Weg den Namen gaben.

## Galerie

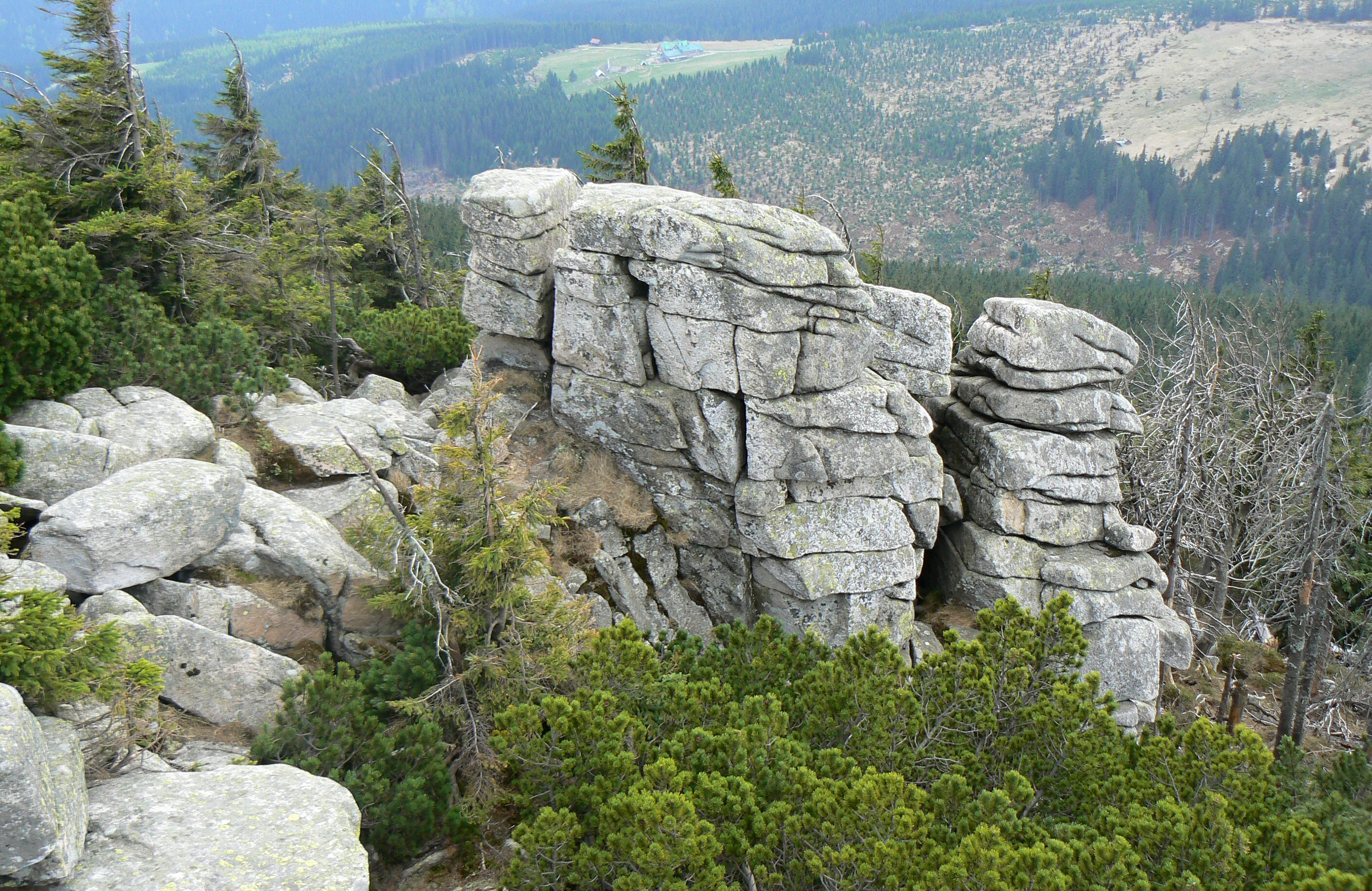
Der Vogelstein

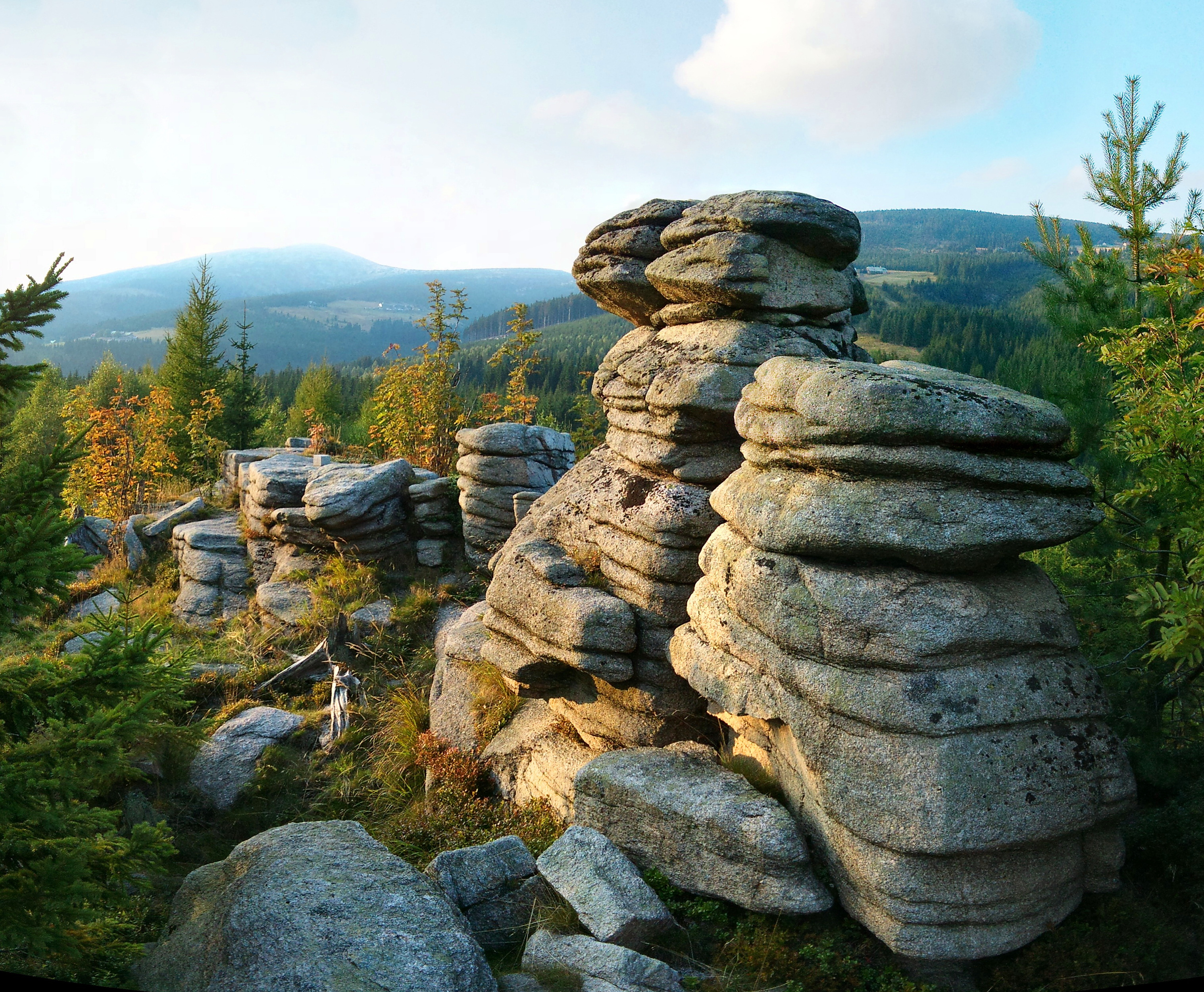
Der Festungshübel

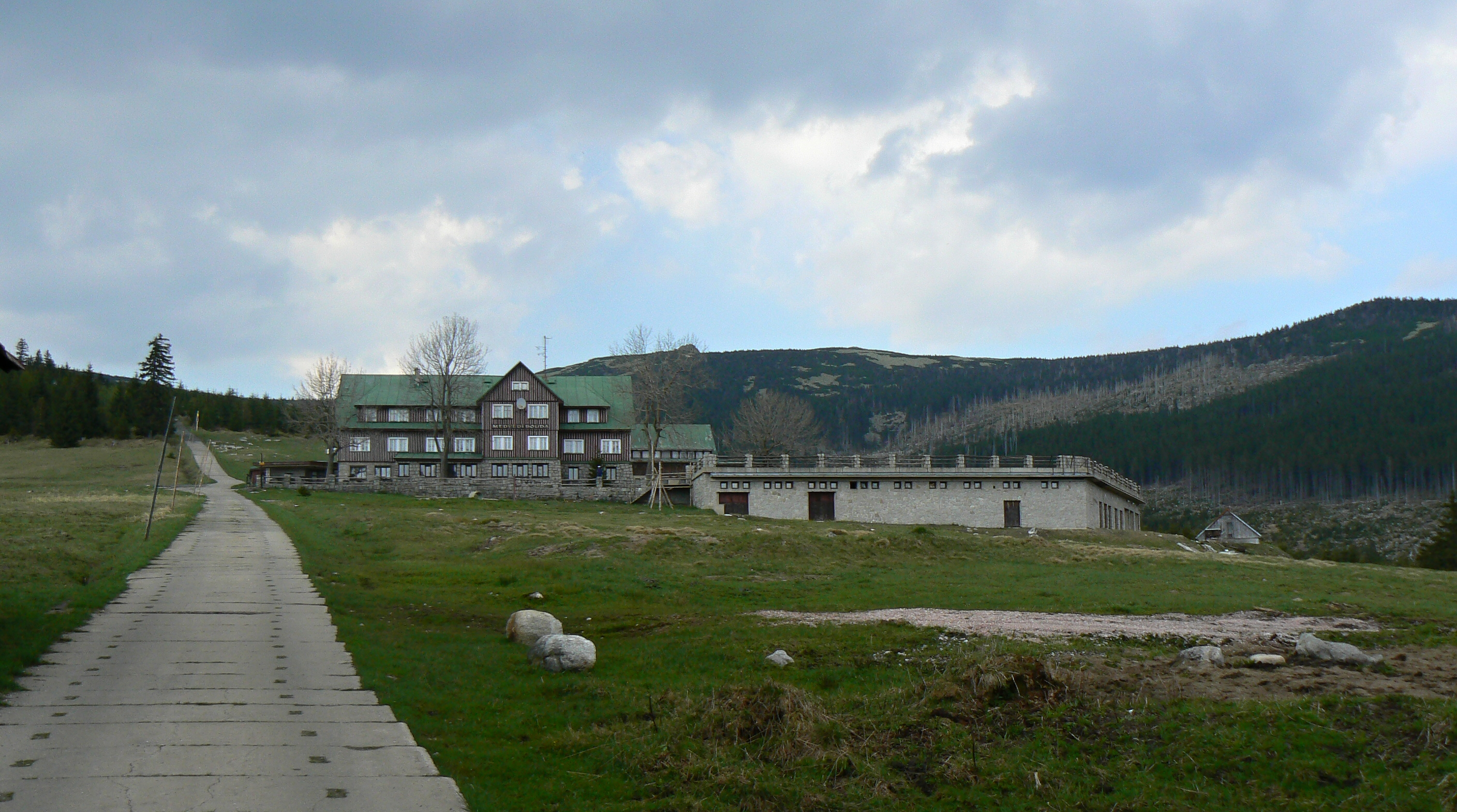
Die Bärengrundbaude

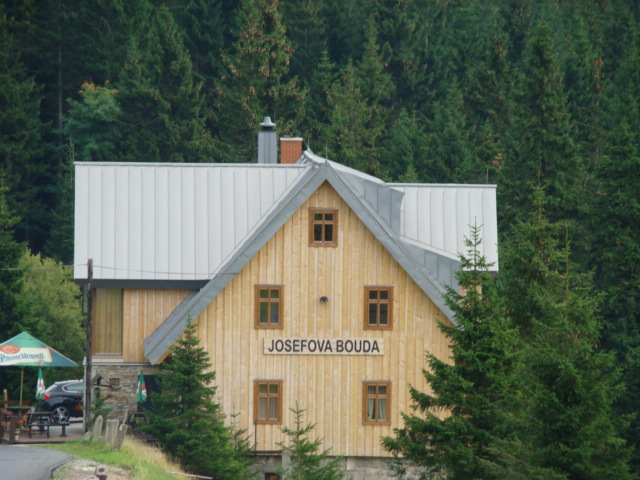
Die Josefbaude

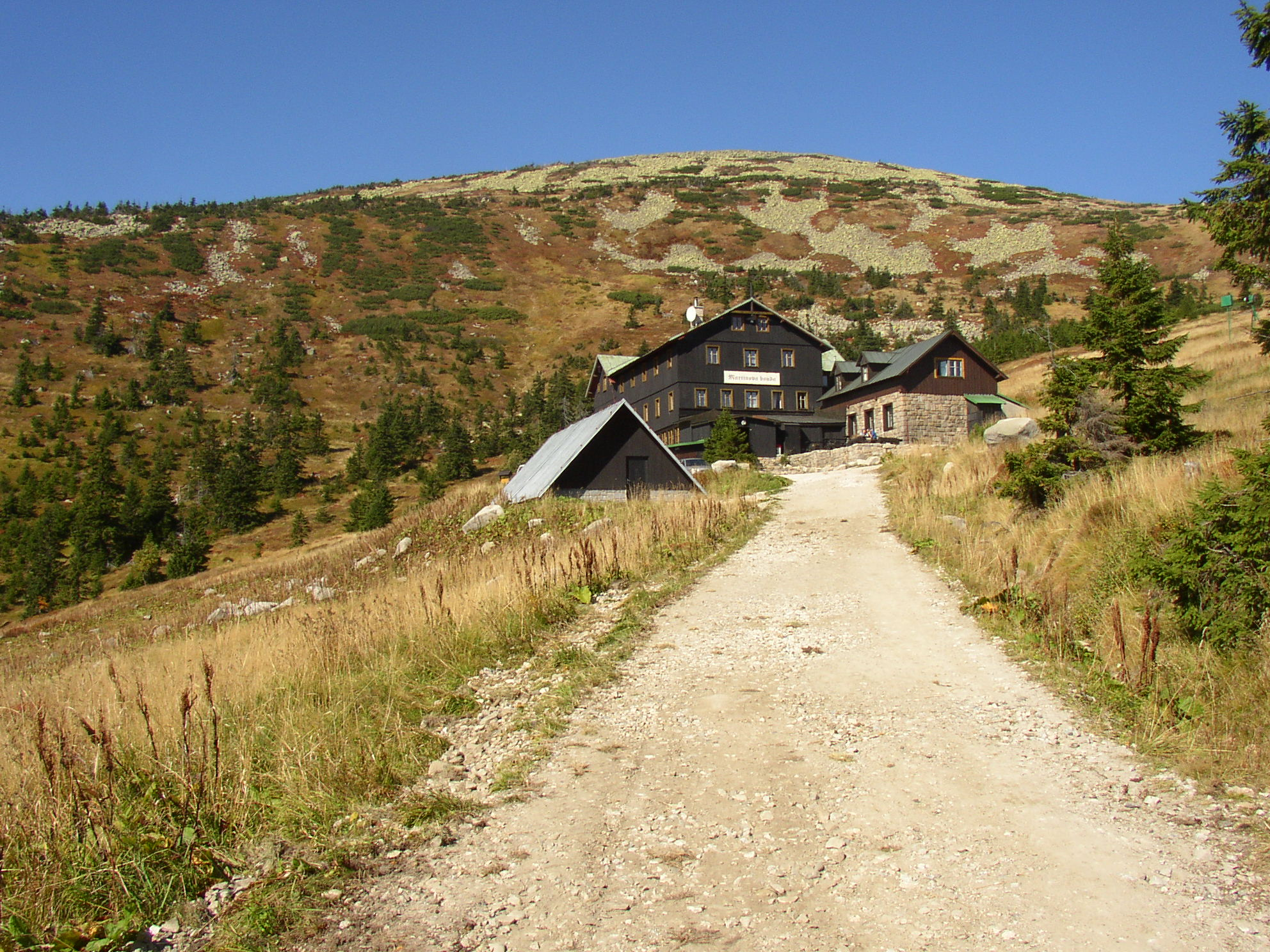
Die Martinsbaude von SO

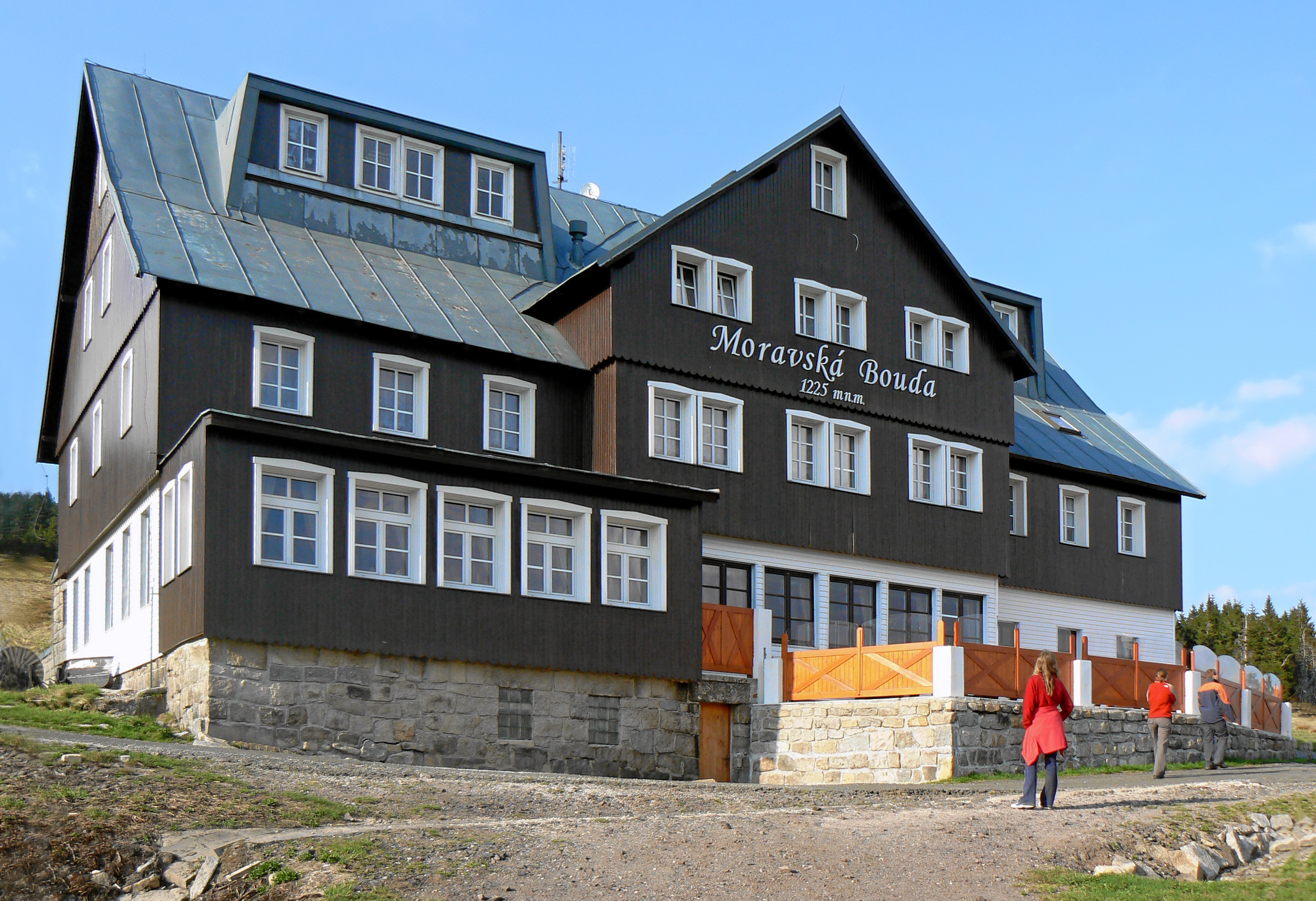
Die Mährische Baude

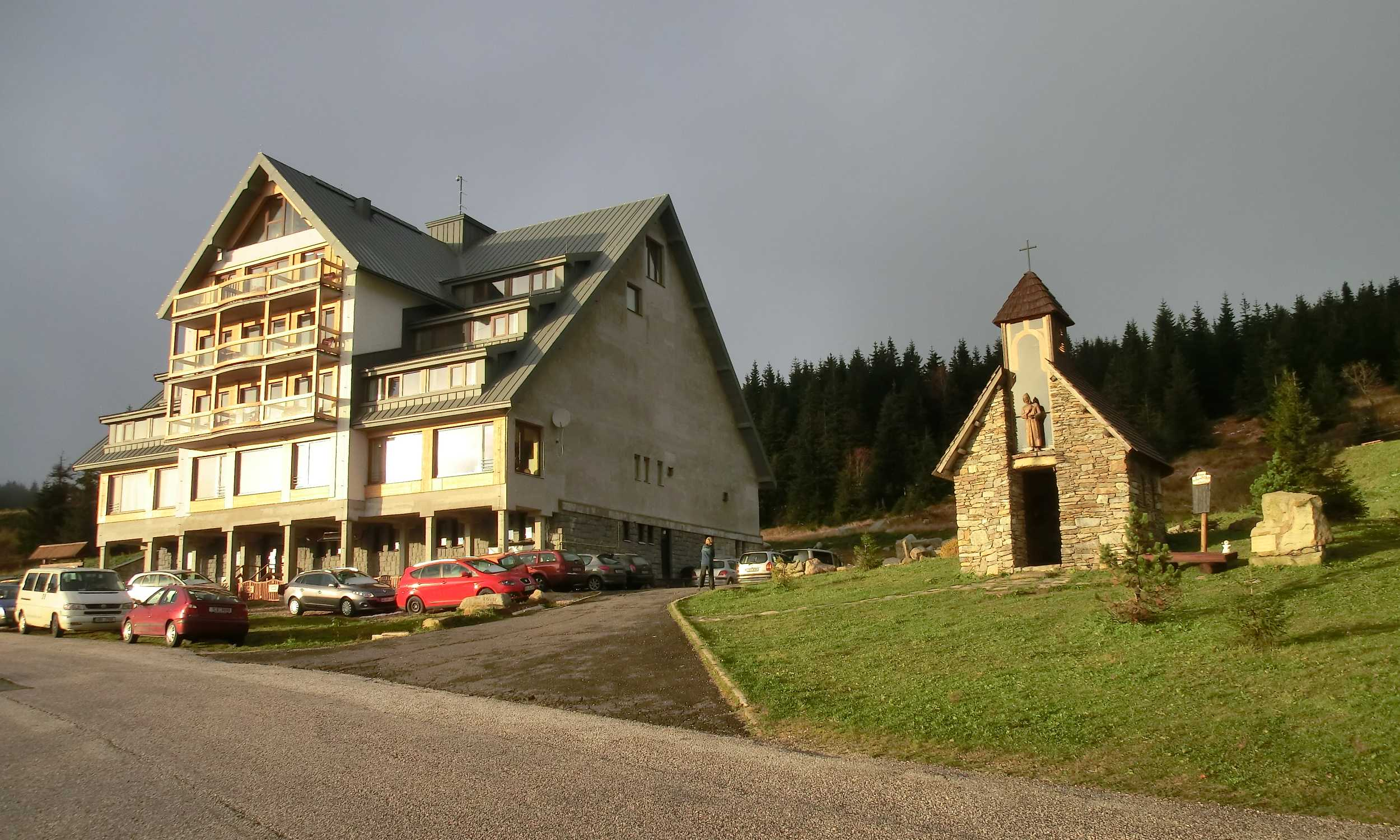
Die Erlebachbaude

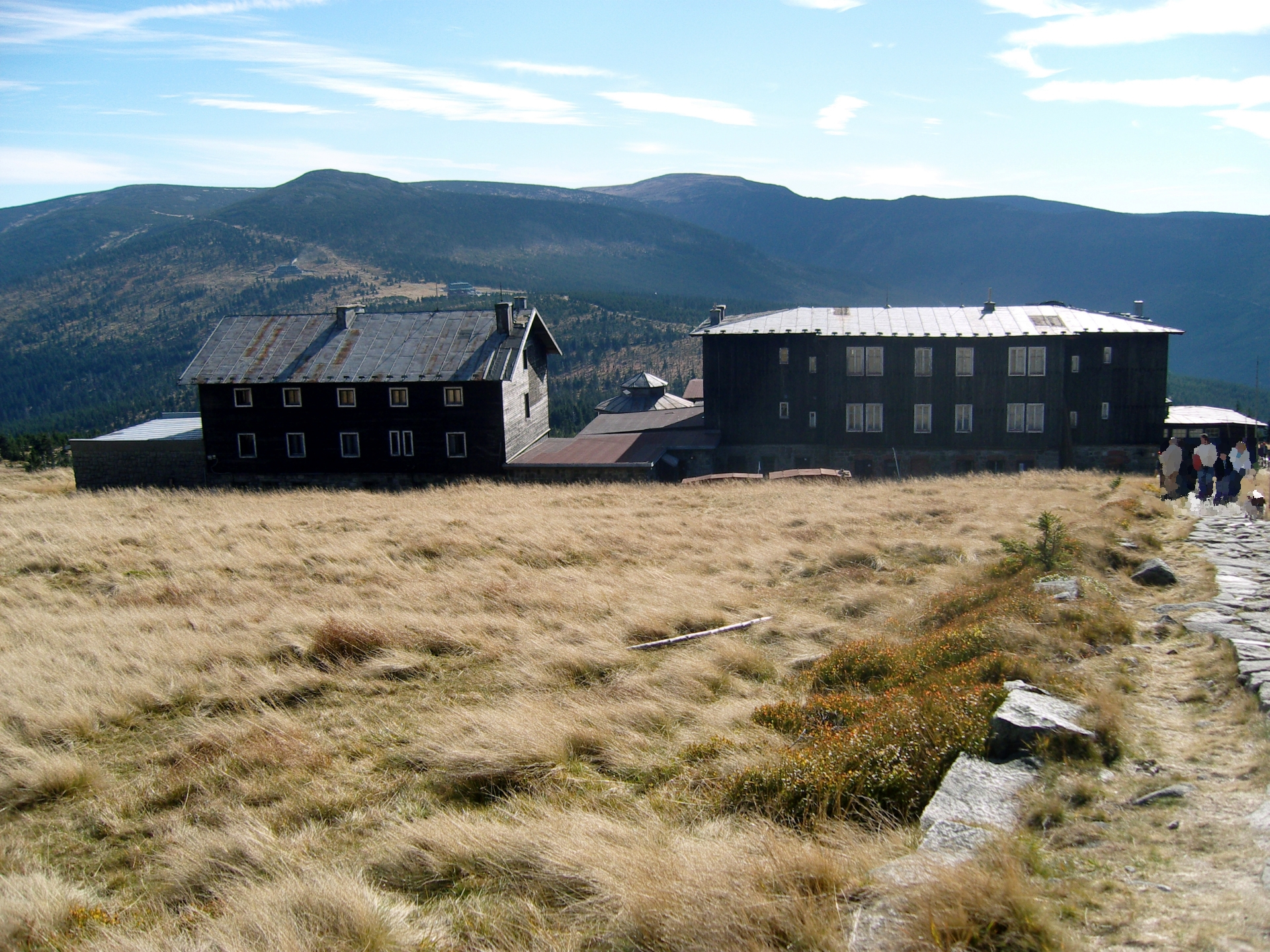
Die ehemalige Peterbaude

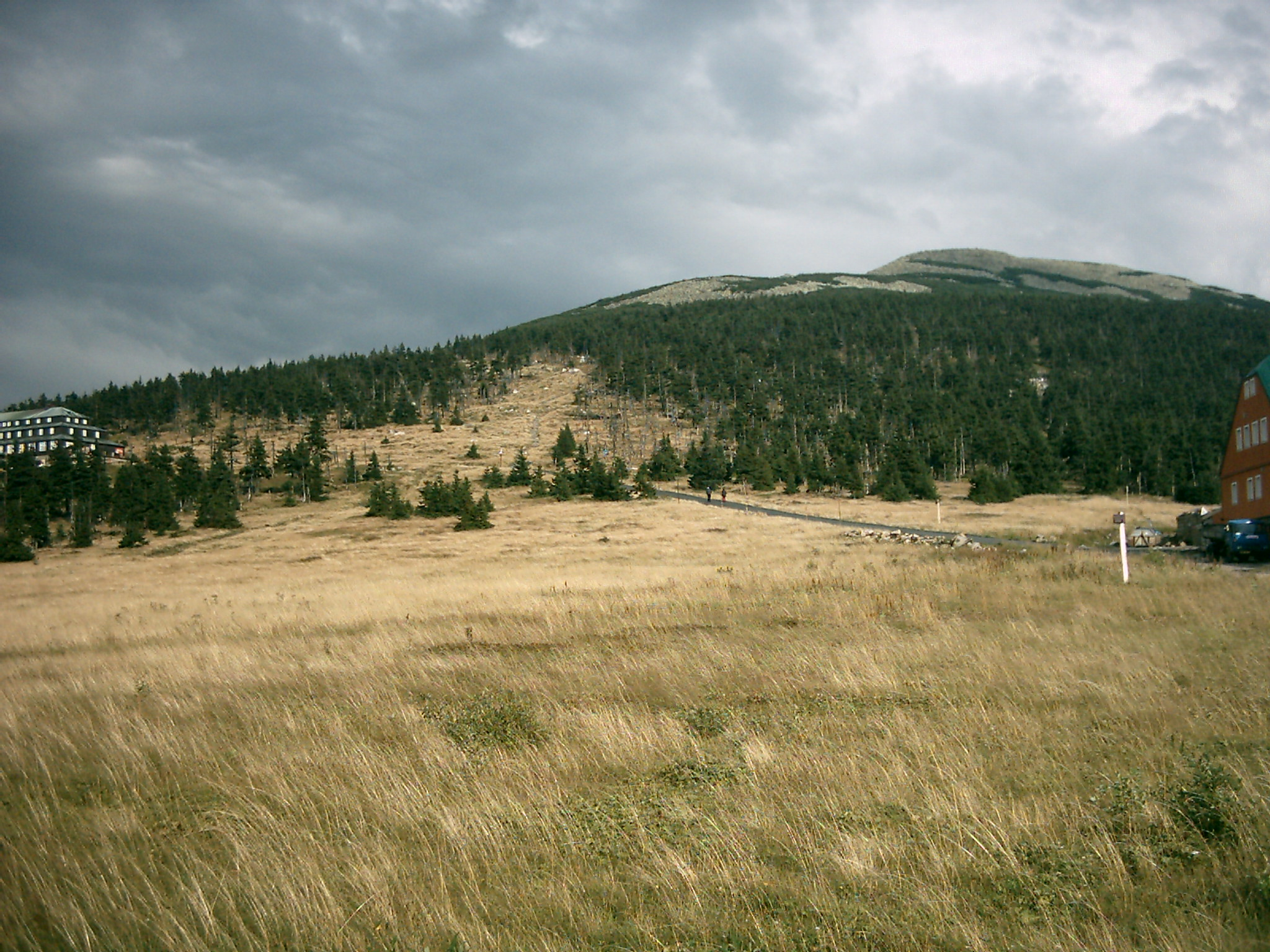
Spindlerpass und Spindlerbaude